# Institutionnalisme (relations internationales)
L'institutionnalisme est un groupe de théories des relations internationales qui combinent plusieurs approches, du fonctionnalisme et néo-fonctionnalisme à la théorie des régimes (en) ou à la théorie des cartels d'États (en) (State cartel theory). Il met l'accent sur l'étude des « institutions », dont la définition dépend de la théorie exacte adoptée. Celles-là peuvent en effet englober règles et normes, formelles et informelles, ainsi que les organisations politiques (État, acteurs privés, ONG, etc.).
L'approche fonctionnaliste est représentée en particulier par les travaux de David Mitrany, tandis que le néo-fonctionnalisme est représenté par les tenants d'une approche supranationale sur le modèle de l'intégration européenne développé par Jean Monnet. 

## Institutionnalisme du choix rationnel et institutionnalisme historique
Plusieurs formes d'institutionnalisme - et de néo-institutionnalisme - existent, dont notamment l'« institutionnalisme du choix rationnel » et l'« institutionnalisme historique ». Le premier met l'accent sur la dimension rationnelle du choix des acteurs institutionnels, tandis que le second s'appuie sur le contexte historique pour expliquer ces choix. Ainsi, les travaux de Theda Skocpol, effectuant une analyse comparative des politiques adoptées par la Suède et le Royaume-Uni pour répondre à la Grande Dépression, montrent comment le contexte historique institutionnel influence les choix pris (voir aussi, de Skocpol, States and Social Revolutions (en), 1979). L'institutionnalisme historique, ou sa version néo-institutionnaliste, met l'accent sur la notion de path dependence (« dépendance au sentier »), qui montre comment les décisions passées influencent la prise de décision présente.